# Foghat (album 1972)
| Recensione              | Giudizio    |
| ----------------------- | ----------- |
| AllMusic                | [ 1 ]       |
| Sputnikmusic            | 3.7 (Great) |
| Dizionario del Pop-Rock | [ 3 ]       |

Foghat è il primo album discografico del gruppo musicale britannico di hard rock dei Foghat, pubblicato dall'etichetta discografica Bearsville Records nel giugno del 1972.
Tre dei quattro componenti (Dave Peverett, Tony Stevens e Roger Earl), forti dell'esperienza maturata all'interno del gruppo dei Savoy Brown e con l'inserimento del navigato musicista Rod Price, esordiscono con l'album Foghat a nome dell'omonima band, che, sebbene ignorato nella loro patria, negli Stati Uniti fa capolino nelle chart riservate agli album, raggiungendo la posizione numero 127.

## Tracce
Lato A
1. I Just Want to Make Love to You – 4:18 (Willie Dixon)
2. Trouble, Trouble – 3:16 (Dave Peverett)
3. Leavin' Again (Again) – 3:34 (Dave Peverett, Tony Stevens)
4. Fool's Hall of Fame – 2:57 (Dave Peverett)
5. Sarah Lee – 4:33 (Rod Price, Dave Peverett)

Lato B
1. Highway (Killing Me) – 3:47 (Dave Peverett, Rod Price)
2. Maybellene – 3:32 (Chuck Berry)
3. Hole to Hide In – 4:06 (Dave Peverett, Rod Price, Roger Earl)
4. Gotta Get to Know You – 7:42 (Deadric Malone, Andre Williams)

## Formazione
- ''Lonesome'' Dave Peverett - voce, chitarra
- Rod Price - chitarra, chitarra slide
- Tony Stevens - basso, armonie vocali
- Roger Earl - batteria, percussioni

Note aggiuntive
- Dave Edmunds - produttore e mixaggio
- Registrato al Rockfield Studios di Monmouth, Galles, Regno Unito
- Kingsley Ward e Ralph Down - ingegneri delle registrazioni
- Somerled McDonald - fotografie
- Tony Outeda - coordinatore